# Atria
Atria (Alfa del Triangle Austral / α Trianguli Australis) és l'estel més brillant de la constel·lació del Triangle Austral, amb una magnitud aparent de +1,91. El seu nom és una contracció de la seva denominació de Bayer «Alpha Trianguli Australis».
Atria és un gegant taronja de tipus espectral K2II-III amb una incerta temperatura superficial de 3.970 i 4.400 K. A una distància de 415 anys llum del Sistema Solar, té un radi aproximadament 130 vegades més gran que el radi solar. Si estigués en el lloc del Sol la seva superfície quedaria prop de l'òrbita de Venus. En relació amb el seu estat evolutiu, Atria ja ha esgotat l'hidrogen en el seu nucli i està transformant l'heli en carboni i oxigen. Amb una massa d'unes 7 masses solars, té una edat estimada de 45 milions d'anys.
Encara que sembla un estel solitari, existeixen diversos indicis que apunten cap a un possible company estel·lar. En primer lloc, Atria està classificat com un estel de bari. Hom pensa que aquests estels han estat contaminats amb elements pesants provinents d'un company proper, inicialment més massiu —i que, per tant, va evolucionar abans— i que ara és un nan blanc; aquest company hauria transferit part de la seva matèria a la component que avui veiem. En segon lloc, emet una quantitat important de raigs X, l'origen dels quals pot estar en un company jove de tipus solar.Encara que durant molt temps no va haver-hi evidència observacional d'aquest company estel·lar, el 2007 el Telescopi espacial Hubble va trobar un objecte tènue a una separació de 0,4 segons d'arc del brillant gegant. Hom pensa que pot ser un nan groc de tipus G0 semblant al Sol.